# Retroalimentação

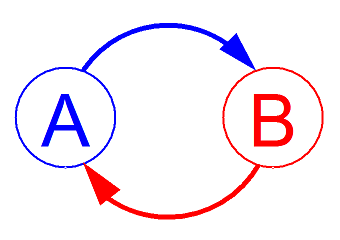
A retroalimentação ou feedback existe entre duas partes quando uma afeta a outra

Retroalimentação ou realimentação também denominada por feedback, cujo significado técnico é "retorno da informação ou do processo". É o efeito retroativo ou informação que o emissor obtém da reação do receptor à sua mensagem, e que serve para avaliar os resultados da transmissão, ou até mesmo dar uma resposta. O termo costuma ser utilizado nas ciências como Física, Química, Biologia, Engenharia,  Economia e Psicologia.
É também o nome dado ao procedimento através do qual parte do sinal de saída de um sistema (ou circuito) é transferida para a entrada deste mesmo sistema. Quando a retroalimentação diminui o nível da saída, fala-se de retroalimentação negativa, e quando a retroalimentação amplifica o nível da saída fala-se de retroalimentação positiva. A retroalimentação pode também ter um efeito variável (às vezes positivo, às vezes negativo) de acordo com as condições, tempo de transmissão e inércia do sistema.

## Aplicação
Entende-se por realimentação um processo em que uma informação sobre o passado influencia no mesmo fenômeno no presente e ou poderá influenciar no futuro, permitindo ajustes que mantenham um sistema funcionando corretamente.

### Bioquímica
Nas células, há enzimas que utilizam o mecanismo de realimentação para regular seu comportamento, as chamadas enzimas alostéricas. No ciclo metabólico destas enzimas, o próprio produto das reações é utilizado como regulador para definir se a enzima deve aumentar ou diminuir sua velocidade de catálise.
Por exemplo, se a concentração do produto final estiver elevada, ele (o produto) agirá como uma "realimentação negativa", fazendo com que a enzima diminua sua velocidade de atuação, já que o produto haveria alcançado sua taxa de produção limite. Por outro lado, se a concentração final do produto estiver baixa, ele agirá como uma "realimentação positiva", aumentando a velocidade de reação da enzima para catalisar mais reações.

### Medicina

O nível de glicose no sangue é mantido constante através de um mecanismo de retroalimentação negativa. Quando o nível de glicose encontra-se alto, o pâncreas secreta insulina, fazendo-o baixar; já quando o nível está baixo, o pâncreas secrete glucagon, o que aumenta o nível de glicose. No gráfico, a linha horizontal representa o nível homeostático (equilíbrio), enquanto a senóide representa o nível de glicose no sangue

O mecanismo de realimentação (retroalimentação) é a maneira pela qual o corpo regula algumas de suas características necessárias para seu funcionamento ótimo. Algumas dessas características são as concentrações de substâncias no sangue, como oxigênio, glicose, cálcio, sódio e potássio, assim como o número de células brancas e vermelhas. Resposta cardíaca, pressão sanguínea, diâmetro da pupila e taxa de respiração são outros exemplos de mecanismos que funcionam a partir da retroalimentação.
Assim como em outras áreas, a retroalimentação pode ser positiva ou negativa.
Na retroalimentação negativa, uma variável do sistema muda para estabilizar outra variável. Por exemplo, o corpo responde a uma alta taxa de CO2 no sangue causada por um aumento do metabolismo (através da prática de exercícios físicos, por exemplo) aumentando a taxa de respiração. Dessa forma, CO2 é retirado do corpo mais rapidamente, o que leva a uma diminuição da taxa de CO2 no sangue.
Sistemas de retroalimentação negativa podem gerar oscilações nas suas variáveis. Essas oscilações podem ser observadas em sistemas fisiológicos de diferentes escalas temporais, desde o ritmo da atividade cardíaca, variações da taxa respiratória, da pressão sanguínea e da temperatura corporal diárias, até o ciclo menstrual mensal e hibernação e reprodução anuais. Como exemplo, o processo de regulação do nível de glicose no sangue é mostrado na figura ao lado.
Também é possível observar sistemas de retroalimentação positiva em sistemas fisiológicos. Um exemplo comum é o disparo do potencial de ação dos neurônios: uma despolarização do axônio leva a uma maior permeabilidade a sódio através da membrana celular que, por sua vez, aumenta a despolarização, reiniciando o ciclo.

### Matemática e sistemas dinâmicos

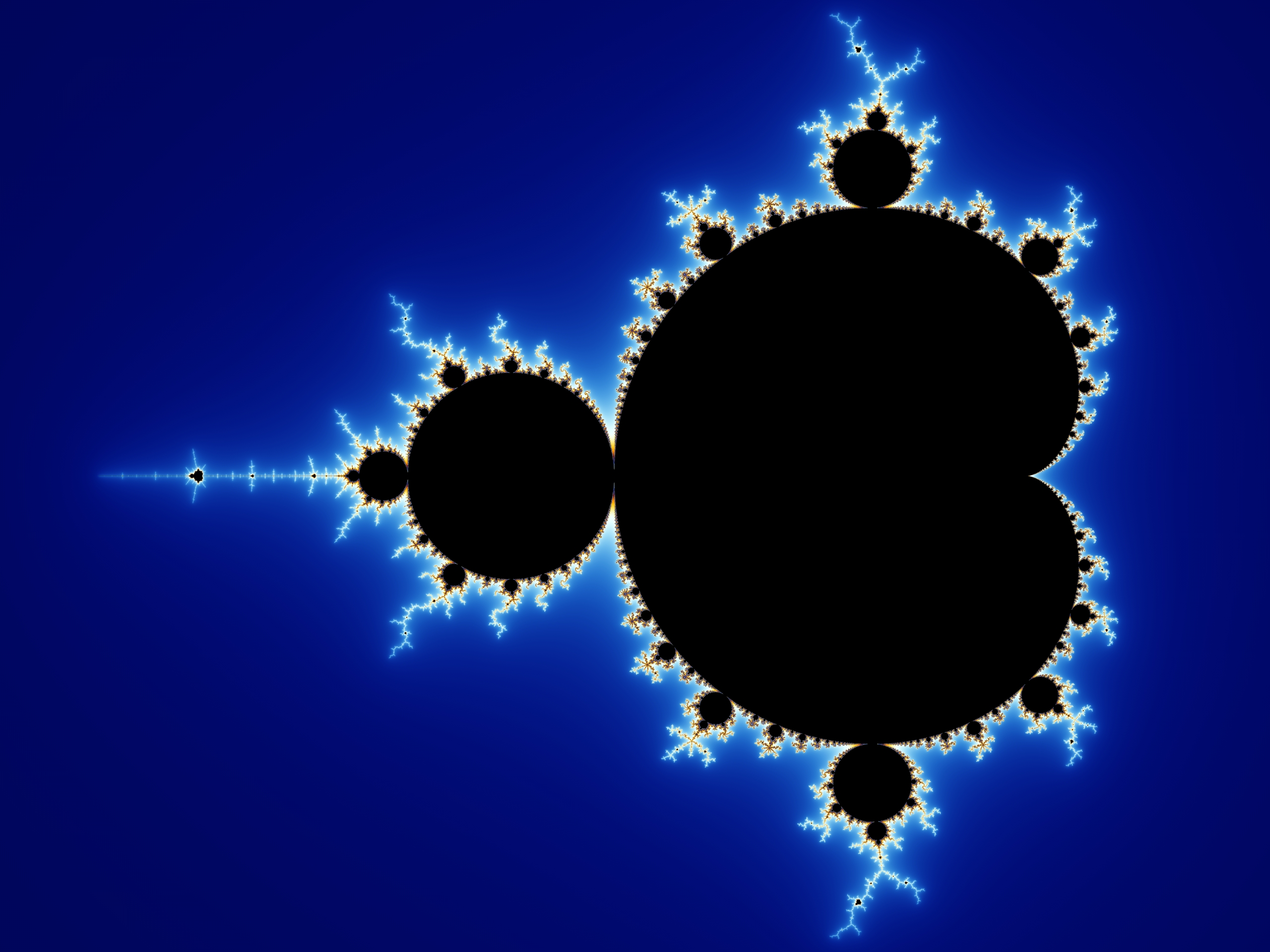
A retroalimentação pode dar origem a comportamentos incrivelmente complexos. O conjunto de Mandelbrot (preto) dentro de um ambiente continuamente colorido é traçado alimentando repetidamente os valores através de uma equação simples e registando os pontos no plano imaginário que não divergem

Utilizando propriedades de retroalimentação, o comportamento de um sistema pode ser alterado para satisfazer as necessidades de uma aplicação; os sistemas podem ser tornados estáveis, responsivos ou mantidos constantes. É demonstrado que sistemas dinâmicos com um feedback experimentam uma adaptação ao limiar do caos.

### Representação matemática

##### Ganho de uma "caixa"
Para modelar matematicamente um sistema de retroalimentação, é preciso introduzir o conceito de ganho de uma "caixa". Primeiramente, uma caixa é um processo que relaciona variáveis de entrada (inputs) e de saída (outputs). Dessa forma, o ganho de uma caixa é a razão entre a mudança da variável de saída em relação a de entrada. Por exemplo, se a variável de saída é {\displaystyle x} e a de entrada é {\displaystyle y}, o ganho dessa caixa é dado por:
{\displaystyle G={\frac {\Delta x}{\Delta y}}}

##### Regulação de uma variável e o ganho em malha aberta (OLG, do inglêsOpen-Loop Gain)
Na figura ao lado, o ganho da primeira e segunda caixa são:
{\displaystyle G_{1}=\left({\frac {\Delta x}{\Delta y}}\right)_{g}=\left({\frac {\partial x}{\partial y}}\right)_{g}={\frac {\partial g}{\partial y}}}
{\displaystyle G_{2}=\left({\frac {\Delta y}{\Delta x}}\right)_{f}=\left({\frac {\partial y}{\partial x}}\right)_{f}={\frac {\partial f}{\partial x}}}
O índice indica a que caixa se refere o ganho. O produto {\displaystyle G_{1}G_{2}\equiv OLG} é chamado ganho em malha aberta (open-loop gain).
Agora, pode-se calcular o quanto a retroalimentação reduz a mudança em {\displaystyle x} comparado ao caso sem retroalimentação (ou seja, a variável {\displaystyle y} como entrada da caixa {\displaystyle g} mantida fixa). Para a caixa {\displaystyle g}, onde {\displaystyle x=g(y,p)}, pode-se escrever:
{\displaystyle \Delta x=\left({\frac {\partial x}{\partial p}}\right)_{y}\Delta p+\left({\frac {\partial x}{\partial y}}\right)_{p}\Delta y}
{\displaystyle \Delta x=\left({\frac {\partial x}{\partial p}}\right)_{y}\Delta p+G_{1}\Delta y}                   (ӿӿ)
Sem retroalimentação
Quando não há retroalimentação, {\displaystyle \Delta y=0} e, então:
{\displaystyle \Delta x_{0}=\left({\frac {\partial x}{\partial p}}\right)\Delta p}   (mudança em {\displaystyle x} sem retroalimentação)
onde {\displaystyle \Delta x_{0}} é a mudança em {\displaystyle x} sem retroalimentação.
Com retroalimentação
Quando há retroalimentação, {\displaystyle \Delta y} precisa ser incluído. Podemos calcular {\displaystyle \Delta y} a partir da segunda caixa:
{\displaystyle {\displaystyle \Delta y}=\left({\frac {\partial f}{\partial x}}\right)\Delta x=G_{2}\Delta x}
Substituindo na equação (ӿӿ), obtém-se:
{\displaystyle \Delta x=\Delta x_{0}+G_{1}(G_{2}\Delta x)}
Portanto, a relação entre a mudança de uma variável sem retroalimentação {\displaystyle (\Delta x_{0})} e com retroalimentação {\displaystyle (\Delta x)} é dada por:
{\displaystyle \Delta x={\Delta x_{0} \over 1-OLG}}
Nesta equação, o termo OLG (do inglês open-loop gain) refere-se à multiplicação entre os ganhos de ambas as caixas. Se o OLG é negativo, a realimentação também é negativa. Da mesma forma, quando OLG é positivo, a realimentação também o é.
Como exemplo, pode-se citar a relação entre a taxa de respiração e a pressão parcial de CO2 nos alvéolos (ou simplesmente a concentração de CO2 no sangue). Sendo {\displaystyle \Delta x_{0}} a variação da pressão parcial de CO2 sem retroalimentação e {\displaystyle \Delta x} com retroalimentação, têm-se {\displaystyle \Delta x_{0}} = 1,5, enquanto {\displaystyle \Delta x} = 0,23 (esses valores são ilustrativos e referem-se a uma situação descrita na referência). Ou seja, a variação da pressão de CO2 é bem menor quando o mecanismo de retroalimentação é inserido.

##### Aproximação ao equilíbrio
Até agora, os processos foram descritos em situações de equilíbrio. Na primeira caixa existem duas entradas: {\displaystyle p} e {\displaystyle y}. Assim, conforme {\displaystyle p} varia, há uma perturbação no sistema de retroalimentação.
Um exemplo para se descrever como esses sistemas desenvolvem-se no tempo, é quando um determinado indivíduo encontra-se parado para {\displaystyle t\leq 0} e começa a movimentar-se (exercitar-se) em {\displaystyle t=0}. Neste caso, considere-se o parâmetro {\displaystyle p} como o consumo de oxigênio, {\displaystyle x} como a pressão parcial de gás carbônico nos alvéolos pulmonares (ou, para facilitar o entendimento, a concentração de gás carbônico no sangue) e {\displaystyle y} como a taxa de respiração desse indivíduo.
Supondo que, para um tempo {\displaystyle t\leq 0}, tem-se {\displaystyle p=p_{0}}, {\displaystyle x=x_{0}} e {\displaystyle y=y_{0}} e analisando o que acontece para {\displaystyle t>0}, quando o indivíduo começa a se exercitar, obtêm-se em ambos os casos (sem e com retroalimentação):
Sem retroalimentação {\displaystyle (\Delta y=0)}
Quando o indivíduo começa a se exercitar, suas células consomem mais oxigênio (para realizar a tarefa) e, consequentemente, liberam mais gás carbônico, aumentando sua concentração no sangue. Isso pode ser escrito matematicamente como: {\displaystyle p=p_{0}+\Delta p} e {\displaystyle x=x_{0}+\Delta x}. No caso de não haver retroalimentação, o valor de {\displaystyle y} permanece constante {\displaystyle (y=y_{0})}. Nesse caso, a variação da concentração de gás carbônico {\displaystyle (\Delta x)} reage à variação do consumo de oxigênio {\displaystyle (\Delta p)} da seguinte forma:
{\displaystyle \Delta x=a\Delta p\left(1-exp\left(-{\frac {t}{\tau _{0}}}\right)\right)}
onde {\displaystyle a} é uma constante e {\displaystyle \tau _{0}} é a constante de tempo sem retroalimentação.
Portanto, a variação da concentração de gás carbônico {\displaystyle (\Delta x)} reage a uma variação no consumo de oxigênio {\displaystyle (\Delta p)} de maneira exponencial e estabiliza-se em determinado valor {\displaystyle (x_{0}+a\Delta p)} após um período determinado pela constante de tempo {\displaystyle \tau _{0}}.
Com retroalimentação {\displaystyle (\Delta y\neq 0)}
Quando há retroalimentação, o valor de {\displaystyle y} varia e, como {\displaystyle y} também é uma entrada da primeira caixa, esta variação influencia no comportamento de {\displaystyle \Delta x}. Assumindo {\displaystyle y=y_{0}+\Delta y}, têm-se:
{\displaystyle \Delta x={\frac {a\Delta p}{1-OLG}}\left(1-exp\left(-{\frac {t}{\tau }}\right)\right)}
onde {\displaystyle \tau ={\frac {\tau _{0}}{1-OLG}}} é a constante de tempo com retroalimentação.
Essa solução tem o mesmo comportamento da solução anterior (sem retroalimentação). Porém, tanto a mudança total na variável {\displaystyle x} como a constante de tempo {\displaystyle \tau } são reduzidas a um fator {\displaystyle {\frac {1}{1-OLG}}}. Isso faz com que a variação da concentração de gás carbônico {\displaystyle (\Delta x)} reaja à variação no consumo de oxigênio {\displaystyle (\Delta p)} de maneira mais branda, tanto em amplitude como na constante de tempo, ou seja, tanto a variação é menor como também é mais lenta.

### Psicologia
Na visão da psicologia, a realimentação ou "devolutiva" é um processo que auxilia na mudança do comportamento, podendo  ser usado nas comunicações do dia-a-dia a fim de minimizar a possibilidade de conflitos de relacionamento e para crescimento de ambas pessoas envolvidas na comunicação.

### Engenharia
Nas áreas de Engenharia o termo está relacionado a alimentação de um determinado sistema, a transferência de um sinal de saída para a entrada do mesmo sistema ou circuito, resultando no aumento do nível de saída ou diminuição (feedback positivo ou negativo). Norbert Wiener, no livro Cybernetics: or the Control and Communication in the Animal and the Machine, explica a utilidade da retroalimentação para criar mecanismos auto-regulados. Quando desejamos certo padrão de movimento geral do mecanismo (ou sistema), utilizamos a diferença entre o movimento realizado de fato e o padrão de movimento desejado como um novo input para o sistema. Este novo input (entrada de informação) é a retroalimentação, e deve mover certa(s) parte(s) do sistema de tal maneira que o movimento geral realizado se aproxime mais do movimento desejado. Para isso, o mecanismo poderá mesclar realimentações positivas e negativas.
Um exemplo prático é em sistemas eletromecânicos, como robôs industriais, em que a retroalimentação é o sinal enviado ao sistema gerenciador de comando, por sensores de posição, de proximidade, de contato, etc existentes nos elementos móveis do robô, possibilitando a aquisição do diferencial entre a posição real do elemento e o comando enviado. Este diferencial é continuamente aferido pelo sistema gerenciador, para obter a precisão nas operações.

### Administração
Atualmente o termo vem sendo utilizado também nas teorias de Administração de Empresas, geralmente interligada à um parecer sobre algo ou alguém na realização de um trabalho com intuito de avaliar o seu desempenho, é uma ação que permite observar pontos positivos e negativos do trabalho realizado e objetiva a melhoria do mesmo.
A realimentação na administração é um processo de alimentação que ocorre através de informações críticas para o ajuste de desempenho e performance de uma pessoa, esta informação crítica por sua vez é crucial para o aperfeiçoamento da performance e, resultado de uma análise baseada no senso crítico e não no senso comum. Desta forma, a realimentação é um retorno que "alimenta" (validando ou invalidando) um dado comportamento ou realização com base em parâmetros claros, objetivos e verificáveis. Deste modo realimentações levantam questões acerca de: desempenho, conduta e resultados obtidos através de ações realizadas, e seu objetivo fundamental é ajudar as pessoas a melhorarem seu desempenho e performance a partir de informações, dados, críticas e orientações que permitam reposicionar suas ações em um maior nível de eficiência, eficácia, efetividade e excelência de acordo com o contexto. A realimentação possui caráter educativo, e não punitivo, quando isto ocorre ele perde sua finalidade e seu conceito.

#### Papel do funcionário
A realimentação é uma ferramenta utilizada pelos gestores cujo objetivo é aprimorar o crescimento profissional e melhorar o desempenho de seus funcionários no trabalho. Isso deve ser feito por meio de críticas construtivas sobre sua postura, comportamento e o desempenho profissional. A harmonia entre a relação de hierarquia na organização na prática da realimentação é fundamental para que haja comprometimento de ambas as partes e respeito para ouvir e ser ouvido, desse modo, torna-se evidente a valorização e reconhecimento do funcionário para a organização.
O uso da realimentação se dá pela aquisição de valores de quem o recebe, e instiga sentimentos como autoconfiança, valorização, crescimento profissional, fortalecimento da relação e contribuição para o crescimento de outras pessoas. Neste caso, vemos este receptor como um funcionário, que recebe uma informação que deve ser retroalimentada a fim de se ter uma melhoria de desempenho e performance. A realimentação pode ser considerado como um processo emocional, uma vez que, quem o recebe passa por processos emotivos, que são quatro: rejeição, raiva, racionalização e aceitação.
Isso depende do gestor encontrar uma maneira de melhor trabalhar a emoção dos empregados, auxiliando a tomarem decisões importantes que contribuam para o todo da organização. Cabe ao receptor a escolha de aceitar ou recusar a realimentação, porém o gestor deve saber trabalhar a reação de seu funcionário buscando sempre uma resposta positiva para que os objetivos organizacionais sejam alcançados.

#### Papel do gestor
A medida que as economias se desenvolvem os desafios organizacionais do dia a dia se tornam cada vez maiores, e cabe ao gestor buscar alternativas de superá-los, utilizando e aprimorando técnicas de gestão de pessoas. Dentre as técnicas existentes, a realimentação vem sendo uma alternativa cada vez mais aplicada na vivência no ambiente de trabalho, sempre visando o aperfeiçoamento das melhores práticas e regulando o que está em desacordo com os objetivos e metas traçadas.
Neste sentido é papel do gestor acompanhar cada caso, diferenciando abordagens, levando em consideração o que deve ser trado em reuniões periódicas, com realimentação para sua equipe e o que deve ser tratado individualmente, respeitando a integridade de cada funcionário. Abordagens em reuniões devem ser claras e objetivas, procurando soluções para os problemas em pauta, verificando a compreensão de todos, se as decisões para melhoria foram realmente absorvidas e entendidas, e agendando prazos para novas reuniões, desenvolvendo um processo de acompanhamento evolutivo entre metas traçadas e resultados alcançados. Esta é uma das melhores alternativas para o fortalecimento das relações entre os membros do seu grupo de trabalho e uma forma de potencializar seus resultados.
Para uma realimentação em equipe,  é importante ressaltar pontos que podem fazer a diferença, tais como: Evidenciar pontos positivos ao começar e ao terminar a reunião; sempre reforçar para quem está recebendo a realimentação em seus pontos positivos; evitar expor pontos negativos; enaltecer com a realimentação o desenvolvimento específico. Proporcionando que cada um tenha a intenção de desempenhar o seu melhor, cabendo ao gestor ajudar para que isto aconteça.
É muito importante que o gestor não faça abordagens pessoais em público, para uma realimentação individual deve haver um cuidado maior, uma preparação para uma conversa franca e profissional, analisar previamente fatos, dados, provas, qual o objetivo a alcançar, qual o nível de entendimento do funcionário sobre as questões que serão levantadas e a melhor escolha de palavras para que a mensagem não seja entendida de forma negativa, e sim um ponto de melhoria e otimização de desempenho. Programar um horário com o funcionário e um local reservado faz toda a diferença para garantir um bom resultado neste tipo de feedback.
Utilizando o feedback em favor dos objetivos organizacionais o gestor frente a necessidade de mudanças de processos, melhoria de resultados, reformulação de comportamentos e otimização do potencial dos funcionários deve conduzir esta retroalimentação de informações formais e informais de forma profissional, avaliando pontos positivos e negativos existentes no ambiente, sejam momentâneos ou não, buscando alavancagem de resultados, melhoria de habilidades, definindo comportamentos e proporcionando melhoria contínua dos indivíduos.

#### Sugestões de melhoria nos processos de feedback
Dentro das organizações, o feedback é um processo que não pode ter carga emocional, portanto, graças a sua postura crítica não pode transformar a ação em desentendimentos ou ressentimentos por parte de quem o está recebendo. Em muitos casos, por não ser bem compreendido, acaba trazendo o resultado oposto daquele em que se pretendia, devido à falta de interpretação do receptor ou até mesmo devido a alguns problemas na forma como o responsável aplicou o feedback, com isso, deve-se treinar muito bem o aplicador destes feedbacks a fim de que não se tenha problemas referentes à comunicação e este deve ser imparcial na situação, para que não se tenha prejuízos no futuro e não acabe-se alcançando o resultado inverso com a ação.
Outra questão importante é que quando se der ou receber um feedback, a atenção deve estar mais voltada à parte descritiva do caso, do que para a parte avaliativa. É preciso ter muita atenção naquilo que está sendo comunicado e ter sempre em mente de que o propósito do feedback é uma reorientação para auxiliar o receptor a alcançar o sucesso.

#### Etapas
Em linhas gerais, para uma boa aplicação e resultado, o processo de retroalimentação deve ser bem estruturado, considerando a cultura organizacional, o perfil do colaborador e o que se deseja alcançar.
O processo de retroalimentação deve ser descritivo e específico, onde o gestor deve ir direto ao ponto em questão, tendo o papel de orientador e buscando através deste procedimento corrigir as falhas que o funcionário possui.
Para chegar a esse fim o processo deve ser bem estruturado, seguindo algumas etapas essenciais:
- Preparação: neste momento o gestor deve analisar bem a situação que gerou a necessidade do processo de retroalimentação, e após esse primeiro passo, deverá enumerar os pontos positivos e negativos do colaborador e do acontecimento, estruturando o que falar para este de forma que o processo seja ameno para ambas as partes.
- Escolha do ambiente: o ambiente para o processo de retro alimentação deve ser um local calmo, longe dos colegas de trabalho e onde possa ser feito sem interrupções, lembrando ainda que deve ser um ambiente que não traduza para o funcionário a sensação de coação e medo.
- Definição de regras: é um procedimento chave, pois é ele que permitirá que a retroalimentação ocorra de forma produtiva. Deve se elaborar regras como o silêncio de uma pessoa enquanto a outra fala, definir quem ira começar falando, sendo que geralmente esse papel é desempenhado pelo gestor, entre outras coisas.
- O início da conversa: o início do diálogo de ser usado para ressaltar os pontos positivos de quem receberá as orientações da retroalimentação. Isso faz com que a pessoa se sinta mais a vontade e menos resistente ao que vai ouvir.
- Cuidado com o tom: ele é uma das peças fundamentais para que a orientação seja bem recebida. Busque um tom ameno e que demonstre respeito e profissionalismo. Nesse momento deve se tomar cuidado para não usar palavras que ofendam.
- Momento de ouvir: após falar o que deseja, o gestor deve dar um espaço para o colaborador se manifestar e explicar o motivo das suas ações. É nesse ponto que o gestor pode captar o ponto de vista do funcionário e usar isso para orientá-lo, assim que for sua vez de falar novamente. O gestor deve também após expor o problema fazer perguntas, de maneira a sondar o colaborador.
- Finalização: nesse momento é importante ressaltar tudo o que foi dito, frisando o que deve ser melhorado e as qualidades que o funcionário tem para conseguir.

Partindo desses preceitos e etapas o processo de retroalimentação aumenta as chances de ser bem sucedido, proporcionando o resultado desejado.

## Tipos
Existem quatro tipos de retroalimentação. No qual, podem ser:
- Feedback positivo: é o mais importante para uma organização e tem como objetivo acentuar um comportamento que é desejado, para que o mesmo se repita. Mesmo quando alguém possui um comportamento ou realiza uma função que agrada a empresa é recomendável que receba o feedback para que não se sinta desvalorizada.
- Feedback corretivo: esse feedback tem como propósito modificar o comportamento. Quando é necessária uma mudança no comportamento, pois a pessoas não possui uma conduta adequado para a organização, usa-se um feedback corretivo, mas os gestores deve tomar um devido cuidado para não tornar um feedback ofensivo.
- Feedback insignificante: não é muito recomendado pois sua finalidade é insignificante, fraco e vago. No qual, a pessoa que recebe o feedback não entende há importância dele e pode causar uma certa confusão. Assim, chegar há não alcançar nenhum resultado.
- Feedback ofensivo: o menos aconselhado porque pode gera conflitos entre a organização e o funcionário e não resolve nenhum tipo de problema. Esse tipo de feedback faz com que as pessoas não aprendam com os seus erros e se sintam desmotivados a continuar, pois não sabem em qual lugar está errando.